# Cântecul credinței
Cântecul credinței este o poezie scrisă de George Coșbuc.